# Peter Vollmer (Kabarettist)
Peter Vollmer (* 1962) ist ein deutscher Kabarettist.

## Leben
Als erstes Kind einer Pädagogenfamilie verbrachte Peter Vollmer seine Kindheit zusammen mit drei Geschwistern in dem hessischen Dorf Erda im heutigen Lahn-Dill-Kreis.
Seine Wurzeln liegen in der Freiburger Kabarettszene, wo er ab Oktober 1985 gemeinsam mit Thomas Reis als Duo Vital auftrat. 1990 erhielten sie den Publikumspreis Garchinger Kleinkunstmaske.
Vollmer ist seit 1992 mit verschiedenen Solo-Programmen wie „Im Namen der Hose“, „Der Wüste lebt“, „Doktor-Spiele“, „Im Namen der Hose XXL“, „Mölle-Männer“, „Helden bitte melden“ „Neue Doktor-Spiele“ und „Lachgas - die Gesundheitsshow“ unterwegs. Seit 1995 arbeitet er als Autor satirischer Beiträge für das WDR-Fernsehen. In seiner Wahlheimat Köln spielt er regelmäßig im Theater Eifelturm. Vollmer gastiert – auch als Moderator – bei Shows und Gala-Events. Er trat auch in zahlreichen Comedy-Shows auf, wie beispielsweise bei Brettl-Spitzen – Die Volkssänger-Revue oder in Ottis Schlachthof.

## Veröffentlichungen

### Bücher
- Wenn Männer zu sehr vierzig werden. Oldenburg: Lappan 2011, ISBN 978-3-8303-3286-2
- Darf's noch eine Hüfte sein? Verarztet oder verarscht?. München: Goldmann 2014, ISBN 978-3-442-15815-7
- Wer den inneren Schweinehund besiegen will, muss die Sau rauslassen. Ein Selbstoptimierungsversuch. Köln: Bastei Lübbe 2017, ISBN 9783732530786

### CDs
- 2001: Mölle-Männer … runter kommen sie alle. Aufgenommen am 27./28. März 2001 im FFT-JuTA und am 16. Juni im Statt-Theater Regensburg. Bergisch Gladbach: Lübbe, ISBN 978-3-7857-1174-3
- 2005: mit Hans Kieseier: Helden, bitte melden!. Aufgenommen am 3. November 2004 im Theater Eifelturm in Köln. ISBN 978-3-7857-3030-0

## Auszeichnungen
- 1990: Garchinger Kleinkunstmaske (zusammen mit Thomas Reis als Duo Vital)
- 2004: Melsunger Kabarettpreis Scharfe Barte (1. Platz und Publikumspreis)
- 2014: Kleinkunstpreis der Stadt Lüdenscheid
- 2014: Rottweiler Badezimmer
- 2014: Heilbronner Lorbeeren
- 2017: Goldener Kuckuck